# Magnus Ringgren
Magnus Olof Vilhelm Ringgren, född 24 augusti 1949 på Gotland, är en svensk poet och kritiker..